# 에넴
엔픽스플러스 (Enpix Plus)은 대한민국의 3D 애니메이션회사다.
2001년에 설립했으며, 본사는 서울특별시 금천구 가산동에 있다.

## 원작 작품

### 메인 스트림 스튜디오 (2001년 ~ 2004년)
제작 애니메이션
- 페어 오브 슈즈 (A Pair of Shoes) 미공개

위주 제작 애니메이션
- 릴로 & 스티치 (Lilo & Stitch) 2002년
- 미드나이트 호러 스쿨 (Midnight Horror School) 2003년

### 에네메스 (2004년 ~ 2008년)
제작 애니매이션
- 크리스탈요정 지스쿼드 (Z-Squad) 2006년
- 산타 납치작전 (Gotta Catch Santa Claus) 2008년
- 갈릭보이 (Garlic Boy) 미공개

외주 제작 애니메이션
- 히글리타운의 영웅들 (Higglytown Heroes) 2004년
- 신나는 동물농장 (Barnyard) 2006년

### 에넴 (2008년 ~ 2024년)
- 뚝딱맨 (Tuktak Man) 2017년, 2020년
- 스페이스캅스 (Space Cops) 2020년

### 엔픽스플러스 (2024년 ~ 현재)
- 몽글리 신드롬 (Mongly Syndrome) 2025년
- 보물 구조대 (Treasure Rescure) 미정